# アンリ・ヴェルヌイユ
アンリ・ヴェルヌイユ（Henri Verneuil、1920年10月15日 - 2002年1月11日）は、フランスの映画監督、脚本家。

## 略歴
本名はAshot Malakian。トルコのテキルダーで、アルメニア系の家庭に生まれる。
彼が子供の時にトルコ政府の弾圧を避けて家族で、マルセイユに移住。エクサン・プロヴァンスの工芸学校を1943年に卒業。
1944年より「Horizon」誌のジャーナリストとして活動。
1947年、大スターのフェルナンデルと出逢い、彼の主演で短編「Escale au soleil」を監督。以来、多数の短編を監督すると共に、50年はアンドレ・メサジェ作曲のオペレッタ《ヴェロニク (オペレッタ)》の映画版「Véronique 」(1950)の助監督も務めた。
1952年、「La Table aux crevés」で長編監督デビュー。
1954年、フェルナンデル主演「Le Mouton à cinq pattes」がロカルノ国際映画祭を受賞(同年受賞作は『地獄門』など)。アメリカ公開でも評判となり、1956年アカデミー賞脚本賞にノミネートされた。
続く『過去をもつ愛情』『ヘッドライト』が日本でも評判となるが、ヌーヴェルヴァーグの台頭と共に日本公開作が減少し、ジャン・ギャバンやジャン＝ポール・ベルモンドといったスター主演作でさえ公開されずに終わった。
しかし、ギャバン主演作『地下室のメロディー』で復活し、以後ギャバン、ベルモンド、アラン・ドロンらの主演によるポリシエ（刑事物）、犯罪物で本領を発揮。
1979年はイヴ・モンタン主演の「I... comme Icare」が評判となり、翌年のセザール賞には監督賞を含む5部門でノミネートされた。
1982年は「Mille milliards de dollars」を発表するが、公開から5ヶ月後に主演のパトリック・ドヴェールが自殺するという悲劇が起きる。
1984年は、ベルモンドと久しぶりに組んだミシェル・オディアール脚本による戦争コメディ「大喰らい」を発表するが、以後は映画から距離を置く。
キャリアの最後として、マルセイユに移住した頃の思い出を元にした連作「Mayrig」(1991)と「588, rue Paradis(1992)をクラウディア・カルディナーレとオマー・シャリフの主演で監督。
以後は闘病に専念していたが、1996年にはセザール賞がそのキャリアを称え、名誉賞を授与。また、50周年のキャリアを振り返ったドキュメンタリー映画も作られた。
2002年1月11日に、バニョレの病院で死去。1月17日に8区にあるパリ聖ジャン＝バチスト・アルメニア教会 Cathédrale arménienne Saint-Jean-Baptiste de Paris にて葬儀が執り行われた。なお、ドロン、カルディナーレ、シャルル・アズナヴール、ピエール・カルダン、ジェラール・ウーリー、ミシェル・ドリュッケール、ダニエル・トスカン・デュ・プランティエらが参列した。

## フィルモグラフィー
- Escale au soleil (1947／短編)
- À la culotte de zouave (1949／短編)
- La Table aux crevés (1952)
- 『禁断の木の実（フランス語版）』 Le Fruit défendu (1952)
- Brelan d'as (1952)
- Le Boulanger de Valorgue (1953)
- Carnaval (1953)
- L'Ennemi public numéro un (1954)
- Le Mouton à cinq pattes (1954)
- 『過去をもつ愛情』Les Amants du Tage (1955)
- 『ヘッドライト』Des gens sans importance (1955)
- 『幸福への招待』Paris, Palace Hôtel (1956)
- 『女は一回勝負する（フランス語版）』 Une manche et la belle (1957)
- Maxime (1958)
- Le Grand Chef (1959)
- 『牝牛と兵隊』La Vache et le Prisonnier (1959/60)
- 『艶ほくろ（フランス語版）』L'Affaire d'une nuit (1960)
- 『フランス女性と恋愛』La Française et l'Amour (1960、オムニバス／第5話『姦通』L'Adultère)
- Le Président (1961)　＊TV5MONDE放映題「大統領」
- Les lions sont lâchés (1961)
- 『冬の猿（フランス語版）』Un singe en hiver (1962)
- 『地下室のメロディー』Mélodie en sous-sol (1963)
- 『太陽の下の10万ドル』Cent mille dollars au soleil (1964)
- 『ダンケルク』Week-end à Zuydcoote (1964)
- 『25時 (1967年の映画)』La Vingt-cinquième heure (1967)
- 『サン・セバスチャンの攻防』La Bataille de San Sebastian (1968)
- 『シシリアン』Le Clan des Siciliens (1969)
- 『華麗なる大泥棒』Le Casse (1971)
- 『エスピオナージ』Le Serpent (1973)
- 『ジャン＝ポール・ベルモンドの恐怖に襲われた街』Peur sur la ville (1975)
- 『追悼のメロディ』Le Corps de mon ennemi  (1976)
- I... comme Icare (1979)
- Mille milliards de dollars (1982)
- Les Morfalous (1984)　＊TV5MONDE放映題「大喰らい」
- Mayrig (1991)
- 588, rue Paradis (1992)